# Šentrupert, Braslovče
Šentrupert je naselje v Občini Braslovče.